# Försvarsmaktens sambands- och informationssystemanstalt
Försvarsmaktens sambands- och informationssystemanstalt (FSISA) är ett finländskt statligt organ.
Anstalten, som grundades 1997 och är verksam i Esbo, underlyder huvudstaben och har till uppgift att tjänstgöra som försvarsmaktens expert- och serviceorgan på IT-området.